# Kabinet-Tsipras I
Het Griekse kabinet-Tsipras werd op 27 januari 2015 ingezworen, twee dagen na de parlementsverkiezingen van januari 2015. Bij deze verkiezingen eindigde SYRIZA als de grootste partij. Partijleider Alexis Tsipras sloot een regeerakkoord met de Onafhankelijke Grieken (ANEL) en werd aangesteld tot premier. Het kabinet telde elf ministeries, zes minder dan zijn voorganger, het kabinet-Samaras.
Op 20 augustus 2015 bood Tsipras het ontslag van zijn regering aan. President Pavlopoulos benoemde hierop de voorzitster van het Hooggerechtshof, Vasiliki Thanou-Christofilou, tot interim-premier. Haar overgangskabinet  Kabinet Vasiliki Thanou-Christofilou werd beëdigd op 28 augustus, in afwachting van nieuwe verkiezingen op 20 september. Dit kabinet werd opgevolgd door het Kabinet-Tsipras II, wat gevormd werd nadat SIRYZA ook deze parlementsverkiezingen gewonnen had.

## Eedaflegging
Voor het eerst in de Griekse geschiedenis was de eedaflegging niet in de vorm van een kerkelijke ceremonie. De premier en de meeste kabinetsleden legden een burgerlijke eed af op de grondwet ten overstaan van president Papoulias. Andere ministers, voornamelijk van ANEL, deden het kozen wel voor de kerkelijke ceremonie.  Zij zwoeren een religieuze eed op de Bijbel ten overstaan van aartsbisschop Ieronymos. Op 6 februari werd Zoi Konstantopoulou verkozen tot de tweede vrouwelijke voorzitter van het Griekse parlement in de Griekse parlementaire geschiedenis.

## De verkiezingsbeloftes
Tsipras had zijn kiezers beloofd niet meer als voorwaarde voor steun van de EU op de overheidsuitgaven te bezuinigen. Over deze voorwaarde onderhandelde voor Griekenland Yanis Varoufakis, de minister van Financiën, met de Eurogroep. In deze onderhandelingen speelde Jeroen Dijsselbloem een belangrijke rol als voorzitter van de Eurogroep.
In de verkiezingscampagne had de partij haar kiezers beloofd de bezuinigingsmaatregelen stop te zetten die het Kabinet-Samaras had ingevoerd in ruil voor 240 miljard euro noodleningen. De partij zal ook een gedeeltelijke kwijtschelding eisen van de Griekse staatsschuld, boven op de schuldreductie van 100 miljard euro in 2012. Tot slot beloofde Syriza twee miljard euro te investeren in noodhulp voor de allerarmste Grieken, ontslagen ambtenaren weer aan te nemen en de privatisering te staken. Europese leiders hebben in aanloop naar de verkiezingen gewaarschuwd voor instabiliteit als Tsipras in Europa zijn zin zal doordrijven, maar de Grieken hebben dit genegeerd.

## De financiële situatie
In de eerste maanden werd al duidelijk dat de Griekse regering gemaakte afspraken met de Europese Unie, IMF en Europese Centrale Bank (ECB), niet zou nakomen. Na de eerste ministerraad werd al besloten het minimumloon te verhogen, de dertiende maand voor gepensioneerden weer terug te brengen en de ambtenarenontslagen te staken en zelfs deels terug te draaien. De privatisering van het Griekse energiebedrijf werd gestaakt en de taal verhardde vooral richting Duitsland. De minister van Defensie dreigde in maart de vluchtelingensluis naar Europa open te draaien als Griekenland niet onder zijn voorwaarden wordt geholpen. In april berekende een speciale commissie dat Duitsland de Griekse bevolking nog 279 miljard euro verschuldigd is als compensatie voor alle emotionele schade die in de Tweede Wereldoorlog is geleden.
De onderhandelingen bleven stroef lopen en Griekenland kreeg meer moeite om de schulden te betalen. In april werd een informeel verzoek aan het IMF om een deelaflossing te mogen uitstellen van de hand gewezen omdat er nog geen definitief pakket van afspraken lag. IMF kreeg het geld na ongewone maatregelen. Op 21 april verordonneerde de regering per decreet dat 1500 overheidsinstellingen en staatsbedrijven hun tegoeden moeten overmaken naar een rekening bij de centrale bank. Door de kassen te legen kon de regering op korte termijn aan haar betalingsverplichtingen voldoen. De Grieken namen massaal geld op bij de banken uit angst dat de Griekse staat failliet zal gaan en de banken dan ook zullen omvallen. In juni 2015 had de ECB al 85 miljard euro aan Emergency Liquidity Assistance-noodsteun aan de Griekse banken verstrekt.
Op 30 juni 2015 heeft Griekenland geen betaling gedaan van 1,6 miljard euro aan het IMF. De betalingsachterstand aan het IMF geeft het recht aan de eurozonelanden om hun leningen aan Griekenland per direct op te eisen. De Eurogroep heeft besloten hiervan af te zien, maar kan op ieder moment gebruik maken van dit recht. Het EFSF-steunprogramma aan Griekenland eindigde diezelfde dag, zonder dat er een akkoord werd bereikt over verlenging of een nieuw financieringsprogramma. Na diverse concessies kondigde de Tsipras totaal onverwacht op 26 juni een referendum en gaf tegelijkertijd daarbij een negatief stemadvies. Het referendum ging over het al dan niet accepteren van het voorstel van de Europese Commissie / de lidstaten van de eurogroep, de Europese Centrale Bank en het Internationaal Monetair Fonds, zoals voorgelegd in de bijeenkomst van ministers van Financiën van de eurozone van 26 juni 2015. De volksraadpleging is op 5 juli gehouden waarbij de bevolking tegen het voorstel stemde.
Na verdere onderhandelingen werd op de Eurotop van 12 juli een principeovereenkomst bereikt over het verstrekken van nieuwe leningen aan Griekenland. De regering legde de verklaring van deze Eurotop ter goedkeuring voor aan het parlement, als preambule bij een wetsontwerp met vier specifieke bezuinigingsmaatregelen (een eerste set "prior actions"). Op donderdag 16 juli 2015 werd het wetsontwerp aangenomen met 229 parlementariërs die voor stemden, 64 die tegen stemden en zes die zich onthielden van stemming. De oppositie (behalve Gouden Dageraad en KKE) steunde het ontwerp, maar door het grote verzet binnen SYRIZA verloor de regeringscoalitie haar parlementaire meerderheid.

## Samenstelling van het kabinet
Op 18 juli 2015 vond een herschikking van de regering plaats. Negen kabinetsleden die in het parlement tegen het "prior actions"-pakket hadden gestemd, werden vervangen.
| Ministerie                                                       | Portefeuille                                                                                       | Titularis                                     | Griekse schrijfwijze    | Partij | Partij                 |
| ---------------------------------------------------------------- | -------------------------------------------------------------------------------------------------- | --------------------------------------------- | ----------------------- | ------ | ---------------------- |
|                                                                  | Premier                                                                                            | Alexis Tsipras                                | Αλέξης Τσίπρας          |        | SYRIZA                 |
| Vicepremier                                                      | Yannis Dragasakis                                                                                  | Γιάννης Δραγασάκης                            |                         | SYRIZA |                        |
| Onderminister van de premier en regeringswoordvoerder            | Gabriel Sakellaridis (tot 17 juli 2015)                                                            | Γαβριήλ Σακελλαρίδης                          |                         | SYRIZA |                        |
| Onderminister van de premier en regeringswoordvoerder            | Olga Gerovasily (vanaf 18 juli 2015)                                                               | Όλγα Γεροβάσίλη                               |                         | SYRIZA |                        |
| Ministerie van Binnenlandse Zaken en Openbaar Bestuur            | Minister van Binnenlandse Zaken en Administratieve Reconstructie                                   | Nikos Voutsis                                 | Νίκος Βούτσης           |        | SYRIZA                 |
| Ministerie van Binnenlandse Zaken en Openbaar Bestuur            | Onderminister van Openbare Orde en Burgerbescherming                                               | Giannis Panousis                              | Γιάννης Πανούσης        |        | Onafhankelijk          |
| Ministerie van Binnenlandse Zaken en Openbaar Bestuur            | Onderminister van Administratieve Hervorming                                                       | Giorgos Katrougkalos (tot 17 juli 2015)       | Γιώργος Κατρούγκαλος    |        | SYRIZA                 |
| Ministerie van Binnenlandse Zaken en Openbaar Bestuur            | Onderminister van Administratieve Hervorming                                                       | Christoforos Vernardakis (vanaf 18 juli 2015) | Χριστόφορος Βερναρδάκης |        | Onafhankelijk          |
| Ministerie van Binnenlandse Zaken en Openbaar Bestuur            | Onderminister van Immigratiebeleid                                                                 | Tasia Christodoulopoulou                      | Τασία Χριστοδουλοπούλου |        | SYRIZA                 |
| Ministerie van Binnenlandse Zaken en Openbaar Bestuur            | Plaatsvervangend minister voor Macedonië en Thracië                                                | Maria Kollia-Tsaroucha                        | Μαρία Κόλλια-Τσαρουχά   |        | ANEL                   |
| Ministerie van Binnenlandse Zaken en Openbaar Bestuur            | Plaatsvervangend minister voor Interne Zaken en Openbaar Bestuur Nieuwe functie vanaf 18 juli 2015 | Pavlos Pollakis                               | Παύλος Πολλάκης         |        | SYRIZA                 |
| Ministerie van Buitenlandse Zaken                                | Minister van Buitenlandse Zaken                                                                    | Nikos Kotzias                                 | Νίκος Κοτζιάς           |        | SYRIZA                 |
| Ministerie van Buitenlandse Zaken                                | Onderminister van Europese Zaken                                                                   | Nikos Choudis (tot 13 juli 2015)              | Νίκος Χουντής           |        | SYRIZA                 |
| Ministerie van Buitenlandse Zaken                                | Onderminister van Europese Zaken                                                                   | Sia Anagnostopoulou (vanaf 18 juli 2015)      | Σία Αναγνωστοπούλου     |        | SYRIZA                 |
| Ministerie van Buitenlandse Zaken                                | Onderminister van Internationale Economische Betrekkingen                                          | Efklidis Tsakalotos (tot 6 juli 2015)         | Ευκλείδης Τσακαλώτος    |        | SYRIZA                 |
| Ministerie van Buitenlandse Zaken                                | Onderminister van Internationale Economische Betrekkingen                                          | Yiannis Amanatidis (vanaf 18 juli 2015)       | Γιάννης Αμανατίδης      |        | SYRIZA                 |
| Ministerie van Economie, Infrastructuur, Scheepvaart en Toerisme | Minister van Economie, Infrastructuur, Scheepvaart en Toerisme                                     | Giorgos Stathakis                             | Γιώργος Σταθάκης        |        | SYRIZA                 |
| Ministerie van Economie, Infrastructuur, Scheepvaart en Toerisme | Onderminister van Scheepvaart en de Egeïsche Zee                                                   | Thodorys Dritsas                              | Θοδωρής Δρίτσας         |        | SYRIZA                 |
| Ministerie van Economie, Infrastructuur, Scheepvaart en Toerisme | Onderminister van Toerisme                                                                         | Elena Koudoura                                | Έλενα Κουντουρά         |        | ANEL                   |
| Ministerie van Economie, Infrastructuur, Scheepvaart en Toerisme | Onderminister van Infrastructuur, Transport en Netwerken                                           | Christos Spirtzis                             | Χρήστος Σπίρτζης        |        | Onafhankelijk          |
| Ministerie van Financiën                                         | Minister van Financiën                                                                             | Yanis Varoufakis (tot 6 juli 2015)            | Γιάνης Βαρουφάκης       |        | SYRIZA                 |
| Ministerie van Financiën                                         | Minister van Financiën                                                                             | Efklidis Tsakalotos (vanaf 6 juli 2015)       | Ευκλείδης Τσακαλώτος    |        | SYRIZA                 |
| Ministerie van Financiën                                         | Onderminister van Financiën                                                                        | Nadia Valavani (tot 15 juli 2015)             | Νάντια Βαλαβάνη         |        | SYRIZA                 |
| Ministerie van Financiën                                         | Onderminister van Financiën                                                                        | Tryfon Alexiadis (vanaf 18 juli 2015)         | Τρύφων Αλεξιάδης        |        | Onafhankelijk          |
| Ministerie van Financiën                                         | Onderminister van Inkomsten                                                                        | Dimitris Mardas                               | Δημήτρης Μάρδας         |        | Onafhankelijk          |
| Ministerie van Productieve Reconstructie, Leefmilieu en Energie  | Minister van Productieve Reconstructie, Leefmilieu en Energie                                      | Panagiotis Lafazanis (tot 17 juli 2015)       | Παναγιώτης Λαφαζάνης    |        | SYRIZA                 |
| Ministerie van Productieve Reconstructie, Leefmilieu en Energie  | Minister van Productieve Reconstructie, Leefmilieu en Energie                                      | Panos Skourletis (vanaf 18 juli 2015)         | Πάνος Σκουρλέτης        |        | SYRIZA                 |
| Ministerie van Productieve Reconstructie, Leefmilieu en Energie  | Onderminister van Leefmilieu en Energie                                                            | Giannis Tsironis                              | Γιάννης Τσιρώνης        |        | Ecologistische Groenen |
| Ministerie van Productieve Reconstructie, Leefmilieu en Energie  | Onderminister van Landbouwontwikkeling en Voeding                                                  | Vangelis Apostolou                            | Βαγγέλης Αποστόλου      |        | SYRIZA                 |
| Ministerie van Productieve Reconstructie, Leefmilieu en Energie  | Plaatsvervangend Minister van Landbouwontwikkeling                                                 | Panagiotis Sgouridis                          | Παναγιώτης Σγουρίδης    |        | ANEL                   |
| Ministerie van Arbeid en Sociale Solidariteit                    | Minister van Arbeid                                                                                | Panos Skourletis (tot 17 juli 2015)           | Πάνος Σκουρλέτης        |        | SYRIZA                 |
| Ministerie van Arbeid en Sociale Solidariteit                    | Minister van Arbeid                                                                                | Georgios Katrougkalos (vanaf 18 juli 2015)    | Γιώργος Κατρούγκαλος    |        | SYRIZA                 |
| Ministerie van Arbeid en Sociale Solidariteit                    | Onderminister van Sociale Solidariteit                                                             | Theano Fotiou                                 | Θεανώ Φωτίου            |        | SYRIZA                 |
| Ministerie van Arbeid en Sociale Solidariteit                    | Onderminister van Sociale Zekerheid Functie ressorteerde tot 17 juli 2015 onder Arbeid             | Pavlos Chaikalys (vanaf 18 juli 2015)         | Παύλος Χαϊκάλης         |        | ANEL                   |
| Ministerie van Arbeid en Sociale Solidariteit                    | Onderminister voor Werkloosheidsbestrijding                                                        | Rania Adonopoulou                             | Ράνια Αντωνοπούλου      |        | SYRIZA                 |
| Ministerie van Cultuur, Onderwijs en Religieuze Zaken            | Minister van Cultuur, Onderwijs en Religieuze Zaken                                                | Aristidis Baltas                              | Αριστείδης Μπαλτάς      |        | Onafhankelijk          |
| Ministerie van Cultuur, Onderwijs en Religieuze Zaken            | Onderminister van Cultuur                                                                          | Nikos Xidakis                                 | Νίκος Ξυδάκης           |        | SYRIZA                 |
| Ministerie van Cultuur, Onderwijs en Religieuze Zaken            | Onderminister van Onderwijs                                                                        | Tasos Kourakis                                | Τάσος Κουράκης          |        | SYRIZA                 |
| Ministerie van Cultuur, Onderwijs en Religieuze Zaken            | Onderminister van Onderzoek en Innovatie                                                           | Kostas Fotakis                                | Κώστας Φωτάκης          |        | Onafhankelijk          |
| Ministerie van Cultuur, Onderwijs en Religieuze Zaken            | Plaatsvervangend Minister van Sport                                                                | Stavros Kontonis                              | Σταύρος Κοντονής        |        | SYRIZA                 |
| Ministerie van Volksgezondheid en Sociale Zekerheid              | Minister van Gezondheid en Sociale Zekerheid                                                       | Panagiotis Kouroumplis                        | Παναγιώτης Κουρουμπλής  |        | SYRIZA                 |
| Ministerie van Volksgezondheid en Sociale Zekerheid              | Onderminister van Volksgezondheid                                                                  | Andreas Xanthos                               | Ανδρέας Ξάνθος          |        | SYRIZA                 |
| Ministerie van Volksgezondheid en Sociale Zekerheid              | Onderminister van Sociale Zekerheid Functie ressorteert vanaf 18 juli 2015 onder Arbeid            | Dimitris Stratoulis (tot 17 juli 2015)        | Δημήτρης Στρατούλης     |        | SYRIZA                 |
| Ministerie van Nationale Defensie                                | Minister van Nationale Defensie                                                                    | Panos Kammenos                                | Πάνος Καμμένος          |        | ANEL                   |
| Ministerie van Nationale Defensie                                | Onderminister van Nationale Defensie                                                               | Kostas Isychos (tot 17 juli 2015)             | Κώστας Ήσυχος           |        | SYRIZA                 |
| Ministerie van Nationale Defensie                                | Onderminister van Nationale Defensie                                                               | Dimitris Vitsas (vanaf 18 juli 2015)          | Δημήτρης Βίτσας         |        | SYRIZA                 |
| Ministerie van Nationale Defensie                                | Plaatsvervangend minister van Nationale Defensie                                                   | Nikos Toskas                                  | Νίκος Τόσκας            |        | SYRIZA                 |
| Ministerie van Justitie, Transparantie en Mensenrechten          | Minister van Justitie                                                                              | Nikos Paraskevopoulos                         | Νίκος Παρασκευόπουλος   |        | Onafhankelijk          |
| Ministerie van Staat                                             | Minister van Staat                                                                                 | Nikos Pappas                                  | Νίκος Παππάς            |        | SYRIZA                 |
| Ministerie van Staat                                             | Minister van Staat voor het Coördineren van Regeringsoperaties                                     | Alekos Flambouraris                           | Αλέκος Φλαμπουράρης     |        | SYRIZA                 |
| Ministerie van Staat                                             | Plaatsvervangend Minister van Staat voor het Coördineren van Regeringsoperaties                    | Terence Quick                                 | Τέρενς Κουίκ            |        | ANEL                   |
| Ministerie van Staat                                             | Minister van Staat voor Corruptiebestrijding                                                       | Panagiotis Nikoloudis                         | Παναγιώτης Νικολούδης   |        | Onafhankelijk          |